# كونغ فو

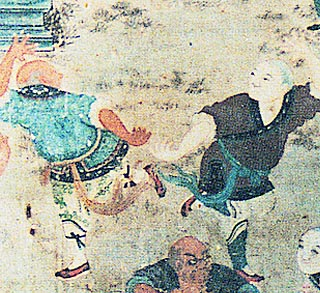
تجسيد قديم لرهبان يقومون بتمارين كونغ فو.

الكونغ فو هي رياضة قتالية نشأت في الصين، أخذت الكونغ فو لدى الأساتذة كثيراً من التعاريف التي تعتمد على خبرات ووعي وإدراك كل منهم للكون إلا أن الكلمة إذا أردنا أن نطلق عليها تعريف وهو أسلوب له شهرة تعني الوقت والجهد. والتمرين ذو مردود إيجابي لكل من الرجال والنساء ولكل الاعمار، والذي يساعد على بناء جسد رشيق وعقل مدرك وواع وروح متزنة.

## أساليبه
هي قسمين: الأول اساليب الاسلحة؛ وهي اسلحة صلبة ورخوية. الصلبة مثل السيف والزانة، والرخوية مثل الننشاكو والحبل والسلاسل والننشاكو الثلاثي.
والثاني اساليب الركل واللكم

## أقسام فن الوشو كونغ فو
1. السان شو أو الساندا: وهي الدفاع عن النفس والقتال. وهي الأساس أو العمود الفقري الذي يُبنى عليه لاعب الكونغ فو.
2. الأساليب: ويعرف هذا القسم بالشكل الجمالي للكونغ فو. وهي مجموعة ضربات وأوضاع تؤدّى بشكل منظم وبلياقة ومرونة وقوة وتركيز عالٍ، لتعطي شكلاً جميلاً. فائدة هذه الأساليب إنها تساعد على رفع مستوى اللاعب ولياقته ومرونة جسمه وانسيابه، وتنمية قدرة ذكاءه على حفظ الضربات والأوضاع مهما كان عددها. ومن هذه الأساليب الأسلوب الجنوبي والشمالي والتايجي والأفعى والنسر وغيرها من أساليب كثيرة تعطي شكلاً جميلاً في هذه اللعبة.
3. اختبارات الأحزمة: وهي مجموعة ضربات ودفاعات وأوضاع تؤدّى بترتيب وبنظام معين موضوع من قبل لجنة متخصصة تسمى لجنة الاختبارات. ويعتبر اختبار الحزام بمثابة امتحان للاعب ومراجعة له لما تعلمه ومارسه في هذه اللعبة بغرض تنشيط ذهنه والمحافظة على عدم نسيان ما تعلمه.

## الدرجات
يمنح اللاعبون في كل مرحلة حزام، كل حزام يكون بمثابة اجتياز اللاعب مرحلة معينة من اللعبة. وللنجاح في الاختبار يشترط أن يحصل اللاعب على نسبة 65% على الأقل من الدرجة النهائية. أما ترتيب الأحزمة فهو كما يلي:
- الأصفر
- البرتقالي
- الأخضر
- الأزرق
- الأحمر
- البني
- الأسود من 1 دان إلى 5 دان.

## أفلام تعالج موضوع فنون وأساليب الكونغ فو
- أفعى في ظل نسر
- اقتل بيل الجزء 1
- اقتل بيل الجزء 2
- الرئيس الكبير
- سولت
- السيد السكران
- السيد السكران 2
- الراهب ذو القبضة الحديدية
- قبضة الغضب
- قائمة منقطة
- دم ليوبارد (فيلم)
- دخول التنين (فيلم)
- ذا نيكست كاراتيه كيد
- روب بي هود
- روميو يجب أن يموت
- كونغ فو باندا
- فتى الكاراتيه (فيلم 2010)
- كونغ فو هوستل
- كونغ فيوري
- لعبة الموت (فيلم)
- موني ترين
- ميراث الغضب (فيلم)
- نينجا أوفر ذا غريت وول
- ييب مان (فيلم)
- ييب مان 2
- ييب مان 3
- ييب مان 4